# M. O. P.

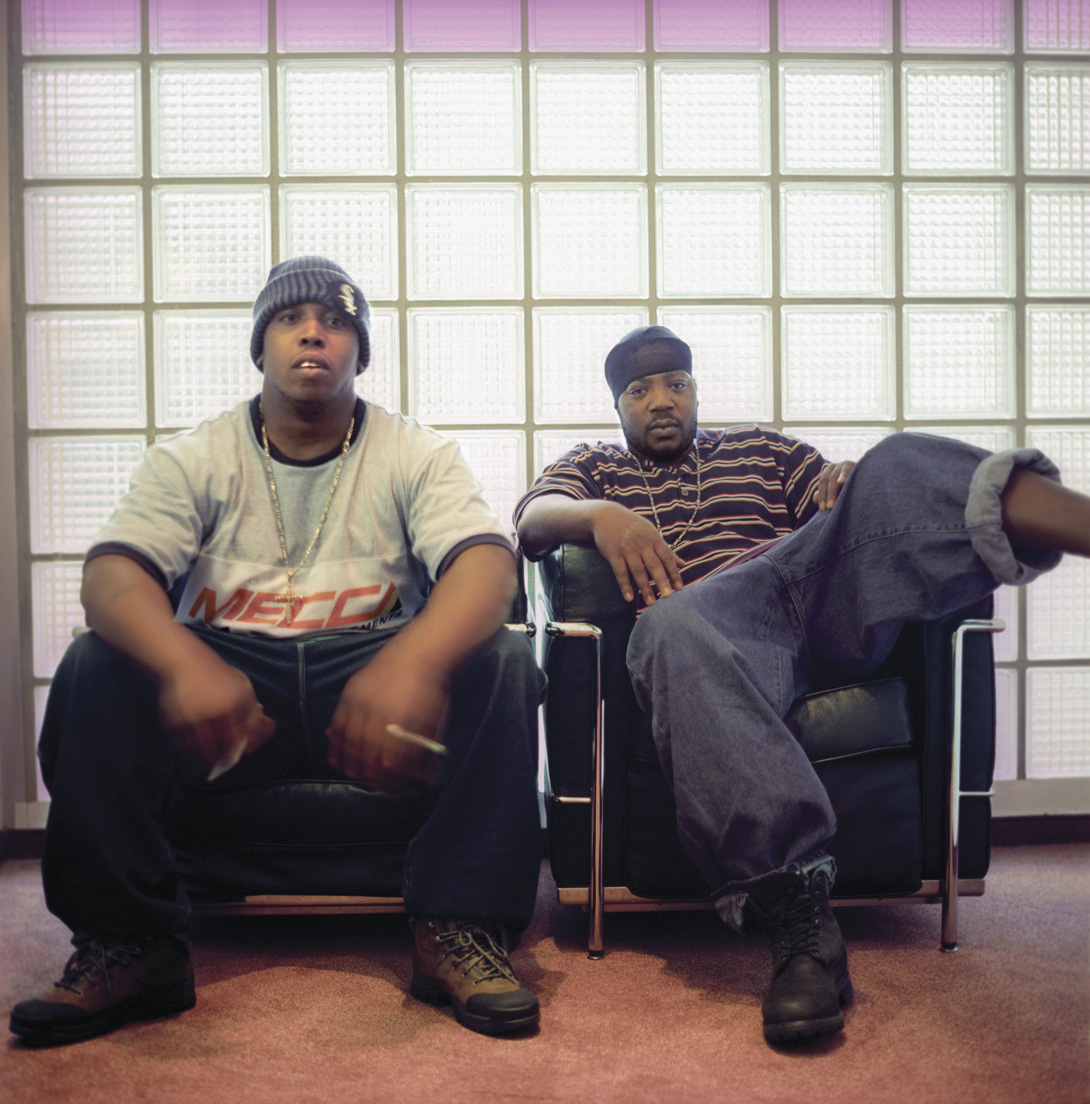
M.O.P (1999)

M. O. P. (Mash-Out Posse, auch bekannt als „Em dot, O, dot, Pe“ oder auch „MO P“) ist ein US-amerikanisches Rap-Duo aus Brownsville, einem Stadtteil Brooklyns in New York City. Es besteht aus Lil’ Fame und Billy Danze. Seit Februar 2008 sind die beiden Rapper bei keinem Plattenlabel mehr unter Vertrag.

## Geschichte
Mit den ersten drei Alben To the Death, Firing Squad und First Family 4 Life erwarb sich M. O. P. in der New Yorker Undergroundszene einen Namen. Mit dem 2000 erschienenen Album Warriorz (produziert von DJ Premier) schaffte das Duo den Durchbruch. Das Album enthielt die Lieder Ante Up und Cold as Ice, eine Coverversion des Foreigner-Hits von 1977.
Das nächste Album bzw. Mixtape „Marxmen Cinema“ folgte 2004 als Doppel-CD. Noch im selben Jahr erschien Mash Out Posse, ein Rock- und Metal-Album mit Hip-Hop-Elementen, das eher kritisch beurteilt wurde.
Im Juni 2005 wechselte M. O. P. zu G-Unit Records. Über dieses Label, das auch 50 Cent betreut, sollte im Mai 2006 ein erstes Album erscheinen. Auch eine Kompilation mit Mobb Deep (ebenfalls bei G-Unit) war im Gespräch. Das 2005 erschienenes Mixtape St. Marxmen fand in der Szene sehr großen Anklang, nicht zuletzt wegen prominenter Unterstützung durch Rapgrößen wie Jay-Z. Kommerziellen Erfolg konnten die beiden Musiker mit diesem Album aber nicht erzielen.
Das bislang letzte Album Ghetto Warfare erschien im Juli 2006 bei Copppertop Entertainment und enthält ältere Aufnahmen aus den Zeiten bei Roc-A-Fella-Records. Der Grund hierfür ist, dass das Album eigentlich schon um das Jahr 2003 erscheinen sollte. Der Veröffentlichungstermin wurde jedoch mehrmals verschoben und sollte zeitweilig komplett gestrichen werden.
Kritiker meinen, die Musik des Duos entspreche nicht dem Geschmack der großen Mehrheit, allerdings war das auch nicht beabsichtigt. Zitat: „Fuck the fame! I agree, fuck the fame/But i’ve got four words for ya: Don’t fuck with (lil’) Fame“ aus dem Lied G-Building vom Album Warriorz.
Deshalb sprechen die Texte vor allem die Probleme auf der Straße an und handeln nicht, wie viele andere Raptexte, von „heißen Mädchen“ und Geld.
Nach drei Jahren ohne Veröffentlichung verließ M. O. P. G-Unit Records aufgrund kreativer Differenzen. Dies bestätigte Laze Elliot, Manager der Brooklyn Crew, gegenüber einer Hip-Hop-Webseite. Die Trennung sei allerdings einvernehmlich verlaufen. 2009 erschien das Album Foundation. 2011 folgte der Longplayer Sparta, eine Kollaboration mit den Snowgoons, bei Babygrande Records.

## Diskografie

### Studioalben
| Jahr | Titel               | Höchstplatzierung, Gesamtwochen, AuszeichnungChartplatzierungen (Jahr, Titel, Platzierungen, Wochen, Auszeichnungen, Anmerkungen) | Höchstplatzierung, Gesamtwochen, AuszeichnungChartplatzierungen (Jahr, Titel, Platzierungen, Wochen, Auszeichnungen, Anmerkungen) | Höchstplatzierung, Gesamtwochen, AuszeichnungChartplatzierungen (Jahr, Titel, Platzierungen, Wochen, Auszeichnungen, Anmerkungen) | Höchstplatzierung, Gesamtwochen, AuszeichnungChartplatzierungen (Jahr, Titel, Platzierungen, Wochen, Auszeichnungen, Anmerkungen) | Höchstplatzierung, Gesamtwochen, AuszeichnungChartplatzierungen (Jahr, Titel, Platzierungen, Wochen, Auszeichnungen, Anmerkungen) | Anmerkungen                                               |
| Jahr | Titel               | DE | AT | CH | UK | US | Anmerkungen                                               |
| ---- | ------------------- | --- | --- | --- | --- | --- | --------------------------------------------------------- |
| 1994 | To the Death        | — | — | — | — | — | Erstveröffentlichung: 7. April 1994                       |
| 1996 | Firing Squad        | — | — | — | — | US94 (2 Wo.)US | Erstveröffentlichung: 22. Oktober 1996                    |
| 1998 | First Family 4 Life | — | — | — | — | US80 (4 Wo.)US | Erstveröffentlichung: 11. August 1998                     |
| 2000 | Warriorz            | DE17 (10 Wo.)DE | AT48 (8 Wo.)AT | CH57 (9 Wo.)CH | UK40 Silber · (4 Wo.)UK | US25 (5 Wo.)US | Erstveröffentlichung: 10. Oktober 2000                    |
| 2009 | Foundation          | — | — | — | — | — | Erstveröffentlichung: 15. September 2009                  |
| 2011 | Sparta              | — | — | — | — | — | Erstveröffentlichung: 22. November 2011 mit den Snowgoons |

### Kompilationen
- 2003: 10 Years and Gunnin’
- 2004: Mash Out Posse
- 2006: Ghetto Warfare

### Mixtapes
- 2005: St. Marxmen

### EPs
- 2014: Street Certified

### Singles
| Jahr | Titel Album                                                   | Höchstplatzierung, Gesamtwochen, AuszeichnungChartplatzierungen (Jahr, Titel, Album, Platzierungen, Wochen, Auszeichnungen, Anmerkungen) | Höchstplatzierung, Gesamtwochen, AuszeichnungChartplatzierungen (Jahr, Titel, Album, Platzierungen, Wochen, Auszeichnungen, Anmerkungen) | Höchstplatzierung, Gesamtwochen, AuszeichnungChartplatzierungen (Jahr, Titel, Album, Platzierungen, Wochen, Auszeichnungen, Anmerkungen) | Höchstplatzierung, Gesamtwochen, AuszeichnungChartplatzierungen (Jahr, Titel, Album, Platzierungen, Wochen, Auszeichnungen, Anmerkungen) | Anmerkungen                                                               |
| Jahr | Titel Album                                                   | DE | AT | CH | UK | Anmerkungen                                                               |
| ---- | ------------------------------------------------------------- | --- | --- | --- | --- | ------------------------------------------------------------------------- |
| 2000 | Cold as Ice Warriorz                                          | — | — | — | UK4 Silber · (12 Wo.)UK | Erstveröffentlichung: 2000                                                |
| 2001 | Ante Up (Remix) / Cold as Ice 10 Years and Gunnin’ / Warriorz | DE21 Gold · (19 Wo.)DE | AT30 (12 Wo.)AT | CH15 (18 Wo.)CH | UK7 Silber · (10 Wo.)UK | Erstveröffentlichung: 17. April 2001 feat. Busta Rhymes, Remy Ma & Teflon |
| 2001 | Stand Clear Kaos: The Anti-Acoustic Warfare                   | — | — | — | UK43 (4 Wo.)UK | Erstveröffentlichung: 2001 Adam F feat. M.O.P.                            |

Weitere Singles
- 1993: How About Some Hardcore
- 1994: Rugged Neva Smoove
- 1996: Dead & Gone
- 1996: My Kinda Nigga (Heather B. feat. M.O.P.)
- 1997: World Famous
- 1998: 1/2 & 1/2 (Gang Starr feat. M.O.P.)
- 1998: Bucktown (Remix) (Cocoa Brovaz feat. M.O.P.)
- 1998: Handle UR Bizness
- 1998: 4 Alarm Blaze (feat. Teflon & Jay-Z)
- 2000: G Building
- 2000: Ante Up
- 2001: Pounds Up
- 2001: Torture (Screwball feat. M.O.P.)
- 2002: Life Is Good (Lyte Funkie Ones feat. M.O.P.)
- 2004: Ground Zero
- 2004: Let It Go (Cormega feat. M.O.P.)
- 2006: I’ll Whip Ya Head Boy (50 Cent feat. M.O.P. & Young Buck)
- 2019: Never Give Up (DJ Tomekk feat. M.O.P.)

## Belege
1. 1 2  Chartquellen: DE AT CH UK US
2. ↑  Auszeichnungen für Musikverkäufe: DE UK